# Charles W. Engelhard, Jr.
Charles William Engelhard, Jr. (* 15. Februar 1917 in New Jersey; † 2. März 1971 in Boca Grande) war ein US-amerikanischer Industrieller.
Engelhard war der Sohn von Charles Engelhard und dessen Frau Emilie Maria, geb. Canthal (1877–1973). Nach dem Tode seines Vaters im Jahre 1950 erbte Charles Engelhard, Jr. das Familienunternehmen Engelhard Industries Inc. Engelhard vergrößerte das geerbte Vermögen durch den Handel mit Gold. Er investierte große Beträge in Südafrika und spendete auch für öffentliche Einrichtungen, beispielsweise für die Errichtung des nach ihm benannten Engelhard Dam im Kruger-Nationalpark.
Engelhard spielte nicht nur als Besitzer des legendären Hengstes Nijinsky II eine bedeutende Rolle im Galopprennsport; seine Pferde errangen in den USA insgesamt 213 Siege.
Engelhard war seit 1947 mit Mary Jane Reiss (1917–2004), einer in China geborenen US-amerikanischen Textilerbin, verheiratet, die aus ihrer ersten Ehe mit Fritz Mannheimer eine 1939 geborene Tochter mitbrachte. Mit ihr hatte er vier weitere Töchter. 
Engelhard war 1950 mit einem Vermögen von 20 Millionen US-Dollar gestartet. Als er 1971 im Alter von gerade einmal 54 Jahren an einem Herzinfarkt starb, hinterließ er seiner Frau und seinen Kindern das zwölffache: Insgesamt 250 Millionen US-Dollar. 
Engelhard wurde als Vorlage für die Roman- und Filmfigur Auric Goldfinger genannt.